# Les Gnangnan
Les Gnangnan est une série de bande dessinée humoristique de la Française Claire Bretécher dont une cinquantaine de gags ont été publiés dans l'hebdomadaire jeunesse franco-belge Spirou de décembre 1967 à septembre 1970. Elle a été recueillie en album par Glénat en 1974.
Ces « Gnangnan » sont des enfants, qu'on voit parler entre eux ou s'étonner de la puérilité des adultes qui les entourent. Parfois ce sont des bébés doués de la parole, qui aiment à deviser du monde, tout en se contentant de babiller lorsqu'ils s'adressent aux adultes, ces derniers étant considérés par eux avec un certain mépris. Rappelant par certains aspects Peanuts de Charles M. Schultz, les Gnangnan est une série de gags dont l'ironie préfigure Les Frustrés, avec moins de causticité.

## Publication

### DansSpirou
Douze semaines après la première participation de Claire Bretécher à Spirou, trois gags des Gnangnan y sont publiés dans le numéro 1548 daté du 14 décembre 1967. Ces trois gags sont suivis d'autres à partir du numéro 1569, en mai 1968 ; Les Gnangnan devient alors une des séries régulières de l'hebdomadaire jusqu'en avril 1970, avant d'être délaissée par son auteure car Thierry Martens, rédacteur en chef de l'hebdomadaire depuis 1969, ne l'appréciait pas. Une ultime page est publiée dans le numéro 1693 daté du 24 septembre 1970.
Liste des publications :
- 1967 : 3 gags
- 1968 : 14 gags
- 1969 : 27 gags
- 1970 : 7 gags

### En album
En 1974, alors qu'il venait de consacrer à Bretécher le 24e numéro de ses Cahiers de la bande dessinée, le jeune Jacques Glénat-Guttin publie un premier recueil des Gnangnan, Dupuis n'était plus intéressé par cette série, qui avait été délaissée par Bretécher elle-même, celle-ci connaissant alors le succès avec la publication des Frustrés dans Le Nouvel Observateur. J'ai lu en a publié une version poche en 1986, et Glénat des versions à l'italienne en 1995 et colorisée en 1999. L'album est toujours au catalogue de Glénat en 2016.
Liste des albums :
- Les Gnangnan, Glénat, 45 planches, 1974  (ISBN 2723400077).
- Les Gnangnan, J'ai lu, coll. « J'ai lu BD », 125 pages, 1986  (ISBN 2277330051). Planches remontées et adaptées à ce format de poche par Sylvie Mocaer (indication donnée à la p. 4 du volume).
- Les Gnangnan, Glénat, 64 planches, 1995. Version à l'italienne.
- Les Gnangnan, Glénat, 45 planches ,1999. Version colorisée  (ISBN 2723429563).
- Décollage délicat, Glénat, 2006. Compilation de séries de jeunesse de Bretécher incluant Les Gnangnan.

### Traductions
- (de) Die kleinen Nervensägen : liebenswerte Nettigkeiten aus dem Kinderalltag (trad. Christa L. Cordes), Stalling, 1980.  (ISBN 3797916825)
- (it) Gli gnam-gnam, Savelli, 1980. (OCLC 935685563)
- (nl) De Njaaja's, Oberon, 1980.  (ISBN 9032009184)

### Documentation
- Patrick Gaumer, « Gnan-Gnan (Les) », dans Dictionnaire mondial de la BD, Paris, Larousse, 2010, 954 p. (ISBN 9782035843319), p. 376-7.
- Claire Bretécher, Numa Sadoul (int.) et Jacques Glénat (int.), « À bâtons rompus avec Claire Bretécher (et Gotlib) », Les Cahiers de la bande dessinée, no 24,‎ 1974, p. 6-14.